# Espermaceti

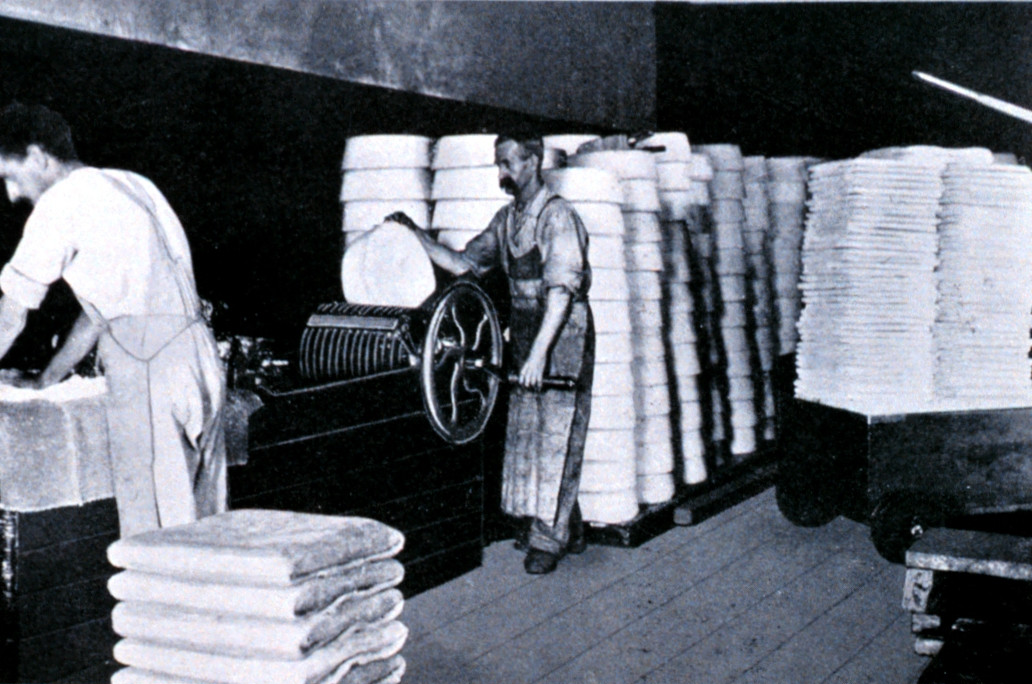
Interior de una instalación de procesado del espermaceti. Molido y prensado del espermaceti.

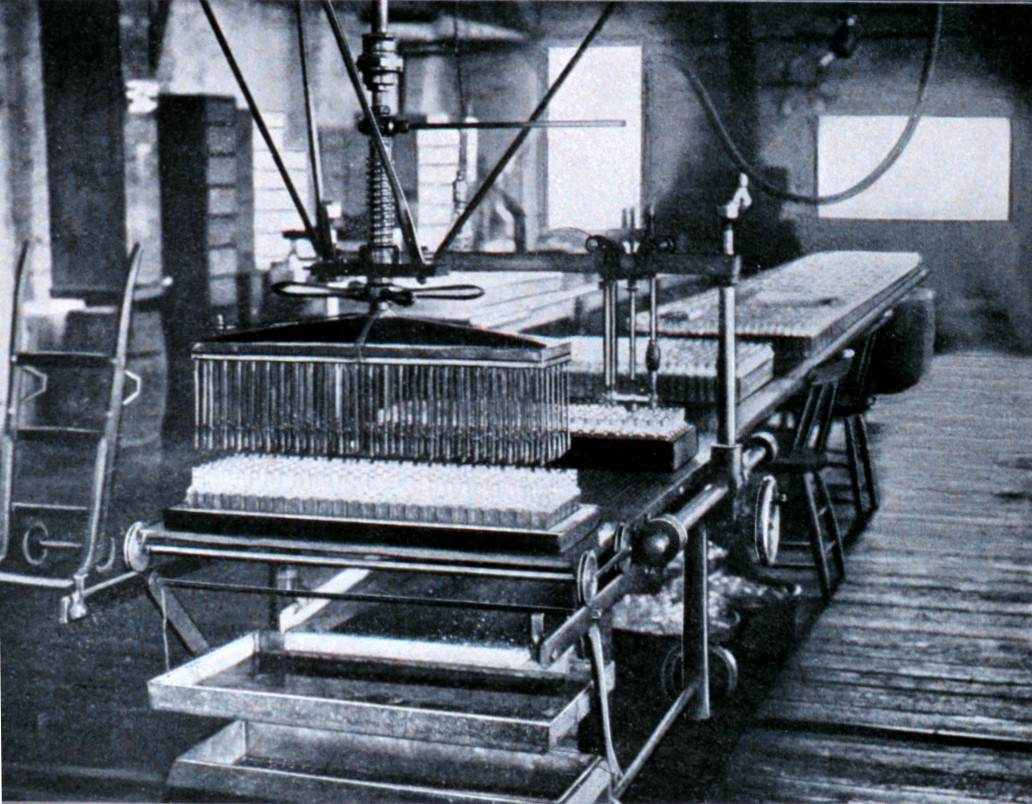
Interior de una instalación de procesado del espermaceti. Embotellado del aceite de ballena.

El espermaceti (del griego sperma, semilla, y latín cetus, ballena) o esperma de ballena es una cera o aceite blanquecino, que se conoce también como "blanco de ballena"; está presente en las cavidades del cráneo del cachalote (Physeter macrocephalus) y en las grasas vascularizadas de todas las ballenas. El aceite de ballena se extrae del espermaceti mediante cristalización a 6 °C, después de tratamiento con presión  y una solución química de álcali cáustico. Forma cristales blancos brillantes duros pero aceitosos al tocarlos, y una textura y olor muy apropiado para la industria cosmética, trabajos en cueros y en lubricantes. 
El espermaceti se encuentra en la grasa del cachalote en su región cefálica, formando un «almohadón rostral».

## Órgano del espermaceti
En la enorme frente de los cachalotes se encuentra el órgano del espermaceti, una voluminosa cavidad que tiene como posible función servir como regulador biológico al ayudar a ajustar la flotabilidad de las ballenas. Antes de la inmersión, el agua fría hace contacto con la cavidad y solidifica la cera. El incremento en la densidad específica genera una fuerza descendente de unos 40 kilogramos y permite a la ballena descender con menos esfuerzo. Durante la cacería, el consumo de oxígeno produce calor y derrite el espermaceti, incrementando la flotabilidad y facilitándole el regreso a la superficie. También se ha sugerido que se trata de un carácter sexual secundario que facilita despliegues acústicos, o bien que se trata de un ariete usado en las luchas entre machos, o para la defensa. Esta última hipótesis es concordante con los hundimientos de barcos de los primeros balleneros tras ser embestidos con la cabeza por cachalotes.
Debido a la especialización de la gran anatomía facial del cachalote, no está completamente dilucidado en esta especie qué estructura es homóloga al melón de otros cetáceos. Sin embargo, basándose en la comparación con los cachalotes enano (Kogia sima) y pigmeo (Kogia breviceps), se sugirió como equivalente una estructura denominada en inglés «junk» (en español basura o desperdicio), un segmento de tejido localizado bajo el compartimiento del espermaceti, llamado así por tener un contenido menor de aceite que el espermaceti, como el más probable candidato para ser el melón.

## Usos
Se ha usado principalmente en la industria cosmética, trabajos con cuero y como lubricante. Esta sustancia se ha utilizado asimismo para fabricar velas de un valor de fotometría estándar, como excipiente farmacológico, especialmente en ceratos. En un principio se empleó también como combustible de lámparas de aceite. Se utiliza como lubricante para maquinaria de precisión, para metales inoxidables, en fluidos de transmisión. Su viscosidad cambia muy poco con el calor o el frío, funciona bien a altas presiones y altas velocidades, humedece la mayoría de los metales y penetra en los resquicios más pequeños.

## Propiedades

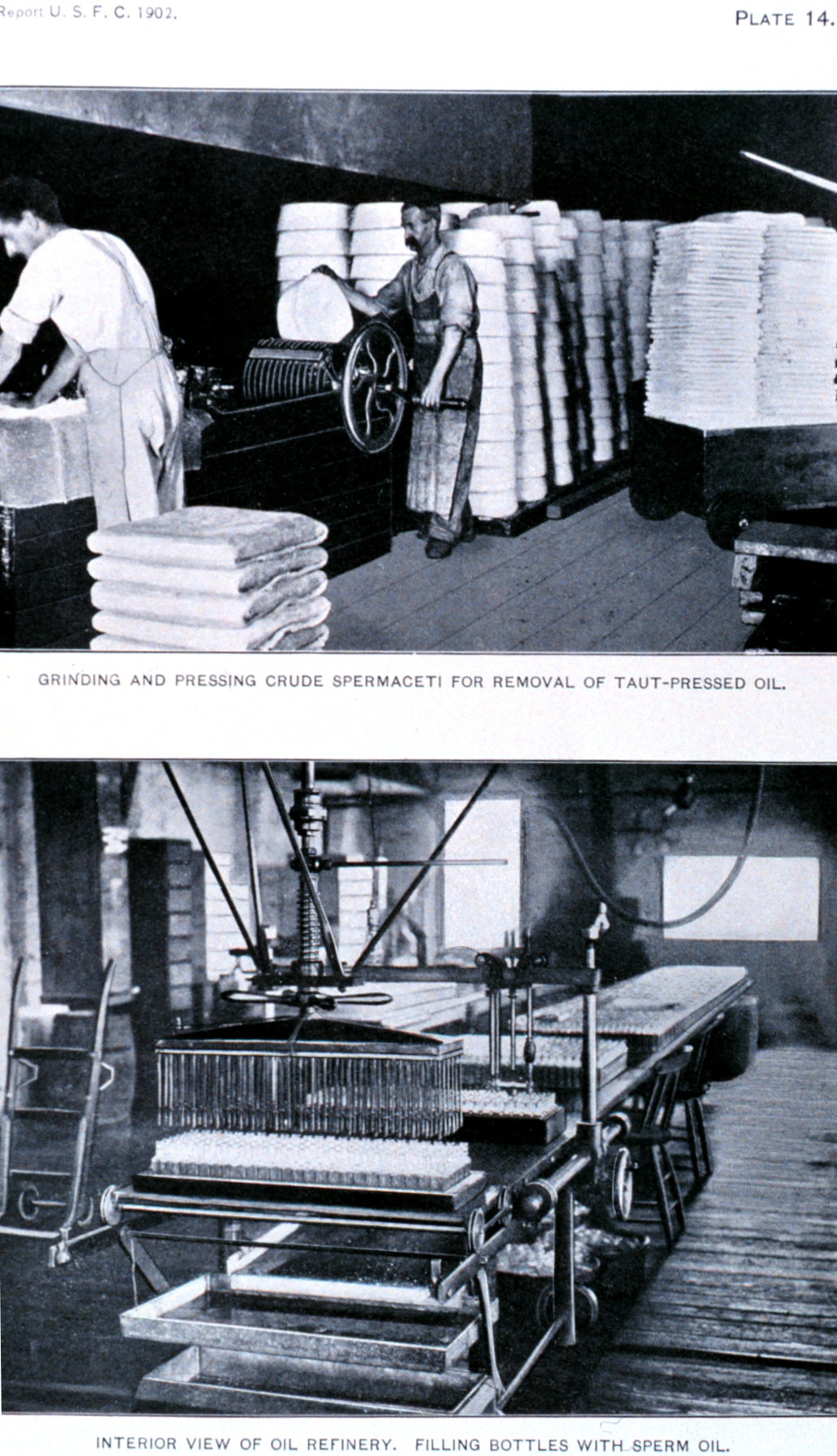
Proceso del espermaceti

El espermaceti es insoluble en agua, poco soluble en etanol frío y muy soluble en etanol hirviente, dietil éter, cloroformo, benceno y disulfuro de carbono. Consiste principalmente en palmitato de cetilo (éster de alcohol cetílico y ácido palmítico), C15H31COO-C16H33.
Una alternativa botánica al espermaceti es un derivado del aceite de jojoba (ésteres de jojoba, C20H41COO-C20H41 una cera sólida química y físicamente muy similar al espermaceti). Los ésteres de alcohol cetílico y el aceite de jojoba se usan como sustitutos del espermaceti.

## Obtención del espermaceti
El espermaceti se obtenía en la caza de ballenas, y los balleneros lo consideraban un recurso valioso  debido al elevado precio al que podía venderse. Las cabezas de los cachalotes eran izadas a cubierta o atadas a un lado del barco, donde los balleneros podían hacer un agujero en la cavidad. El espermaceti se sacaba con un cubo o un ballenero entraba en el agujero y retiraba el fluido manualmente, que era almacenado en barriles para el viaje de vuelta a casa. Una ballena grande podía tener hasta dos toneladas de espermaceti.